# Moacyr Deriquém
Moacyr Deriquém (Niterói, 31 de agosto de 1927 — Rio de Janeiro, 13 de abril de 2001) foi um ator, radioator, modelo, apresentador, diretor e produtor brasileiro. Fez notórios trabalhos pela antiga loja de roupas Ducal.

## Carreira
Moacir iniciou a carreira no “Teatro do Estudante” de Paschoal Carlos Magno quando tinha apenas vinte e três anos e contrariando seus pais, que sonhavam para ele um emprego fixo e garantido no "Banco do Brasil". Ele foi, na TV Tupi do Rio de Janeiro, o galã de Neide Aparecida no programa "Neide no País das Maravilhas”.  Deriquém fazia nas novelas da emissora, tipos nobres como duques, marqueses, príncipes e milionários. Foi diretor da novela Bicho do Mato na TV Globo, em 1972. 
Orgulhava-se de ter aberto espaço para atores como Sandra Bréa, Mário Gomes, Christiane Torloni e Denise Dumont, quando ocupou o cargo de supervisor de elenco da emissora. No final da década de 80, assumiu a direção do Teatro Villa-Lobos, em Copacabana. 
Moacyr Deriquém, além de ser um ator notável nas décadas de 1950 a 1980, tinha uma rede de amizades e colaborações marcante no cenário cultural brasileiro. Ele esteve associado a artistas da época que também transitaram entre cinema e televisão, como Odete Lara, Paulo Porto e outros nomes do cinema novo e das chanchadas, destacando seu papel em obras que refletiam tanto o humor quanto a crítica social. Embora suas amizades específicas não sejam amplamente documentadas, suas colaborações frequentes com diretores e atores sugerem uma forte rede de relações profissionais que o mantiveram ativo em diferentes fases do cinema nacional. 
Em 13 de abril de 2001, foi encontrado morto por vizinhos em seu apartamento no Rio, vitimado por um infarto. Quinze dias antes o ator havia sido internado com problemas cardíacos. Moacyr Deriquém era solteiro e não tinha filhos.

## Filmografia

### Cinema
| Ano  | Título                                        | Personagem        |
| ---- | --------------------------------------------- | ----------------- |
| 1987 | Eu                                            | Giovanni          |
| 1984 | Espelho de Carne                              | Leiloeiro         |
| 1982 | Os Campeões                                   | Ricardo           |
| 1981 | A Mulher Sensual                              | —                 |
| 1981 | O Torturador                                  | —                 |
| 1980 | Terror e Êxtase                               | —                 |
| 1979 | O Caso Cláudia                                | Di Carlo          |
| 1979 | Sábado Alucinante                             | Sílvio            |
| 1976 | As Massagistas Profissionais                  | Artur             |
| 1976 | Aventuras d'um Detetive Português             | Leiloeiro         |
| 1976 | Os Maníacos Eróticos                          | Gerente de vendas |
| 1976 | Deixa, Amorzinho... Deixa                     | —                 |
| 1975 | O Casal                                       | —                 |
| 1975 | Ipanema, Adeus                                | Doutor Abril      |
| 1975 | As Desquitadas                                | —                 |
| 1974 | Divórcio à Brasileira                         | Lauro             |
| 1974 | As Moças Daquela Hora                         | —                 |
| 1972 | Eu Transo, Ela Transa                         | Sousa             |
| 1971 | Como Ganhar na Loteria sem Perder a Esportiva | —                 |
| 1971 | Em Família                                    | Doutor            |
| 1970 | Em Busca do Su$exo                            | Médico            |
| 1970 | Em Ritmo Jovem                                | —                 |
| 1966 | Samba                                         | Paquerador        |
| 1965 | Um Ramo para Luísa                            | —                 |
| 1964 | Crônica da Cidade Amada                       | João              |
| 1964 | Sangue na Madrugada                           | —                 |
| 1963 | Sonhando com Milhões                          | Augusto           |
| 1960 | Favela                                        | —                 |
| 1960 | Eu Sou o Tal                                  | —                 |
| 1959 | Dona Xepa                                     | —                 |
| 1958 | Na Corda Bamba                                | Walter            |
| 1958 | Chico Fumaça                                  | —                 |
| 1957 | De Pernas pro Ar                              | Johnny            |
| 1956 | Fuzileiro do Amor                             | Oficial           |
| 1956 | Vamos com Calma                               | —                 |
| 1956 | Colégio de Brotos                             | —                 |
| 1955 | Leonora dos Sete Mares                        | —                 |
| 1955 | Chico Viola não Morreu                        | —                 |
| 1953 | A Carne É o Diabo                             | —                 |

### Televisão
| Ano  | Título               | Personagem                         | Notas                            |
| ---- | -------------------- | ---------------------------------- | -------------------------------- |
| 1999 | Chiquinha Gonzaga    | Homem que nega emprego a Chiquinha | Participação                     |
| 1997 | Caça Talentos        | Mago Leonardo                      | Episódio: "Juro por Merlin"      |
| 1997 | A Justiceira         | —                                  | Episódio: "Trem de Prata"        |
| 1995 | Você Decide          | —                                  | Episódio: "O Corno Convicto"     |
| 1993 | Mulheres de Areia    | Deputado Giacomini                 |                                  |
| 1991 | O Sorriso do Lagarto | Dr. Barcelos                       |                                  |
| 1992 | Anos Rebeldes        | Diretor de Teatro                  |                                  |
| 1990 | Os Trapalhões        | Alcides Siqueira                   |                                  |
| 1990 | Barriga de Aluguel   | Juiz                               | Participação                     |
| 1990 | Rainha da Sucata     | Marcelo                            |                                  |
| 1988 | Bebê a Bordo         | Dr. Lúcio                          |                                  |
| 1986 | Cambalacho           | Eurives Dourado                    |                                  |
| 1984 | Corpo a Corpo        | Ele mesmo                          | Participação Especial            |
| 1981 | As Três Marias       | Dr. Hélio Rodrigues                |                                  |
| 1978 | Ciranda Cirandinha   | Gerente da loja                    | Episódio: "Porque Hoje é Sábado" |
| 1978 | Pecado Rasgado       | Comandante                         |                                  |
| 1978 | Dancin' Days         | Ramos (diretor do presídio)        | Participação                     |
| 1977 | Espelho Mágico       | —                                  |                                  |
| 1976 | Duas Vidas           | Heitor                             |                                  |
| 1976 | O Casarão            | Sérgio                             |                                  |
| 1976 | Caso Especial        | Empregador                         | Episódio: "Um Perdido na Vida"   |
| 1975 | Pecado Capital       | Ricardo                            |                                  |
| 1971 | O Cafona             | Eugênio                            |                                  |
| 1970 | Irmãos Coragem       | Jarbas                             |                                  |
| 1969 | Rosa Rebelde         | Napoleão Bonaparte                 |                                  |